# Julius Ashkin

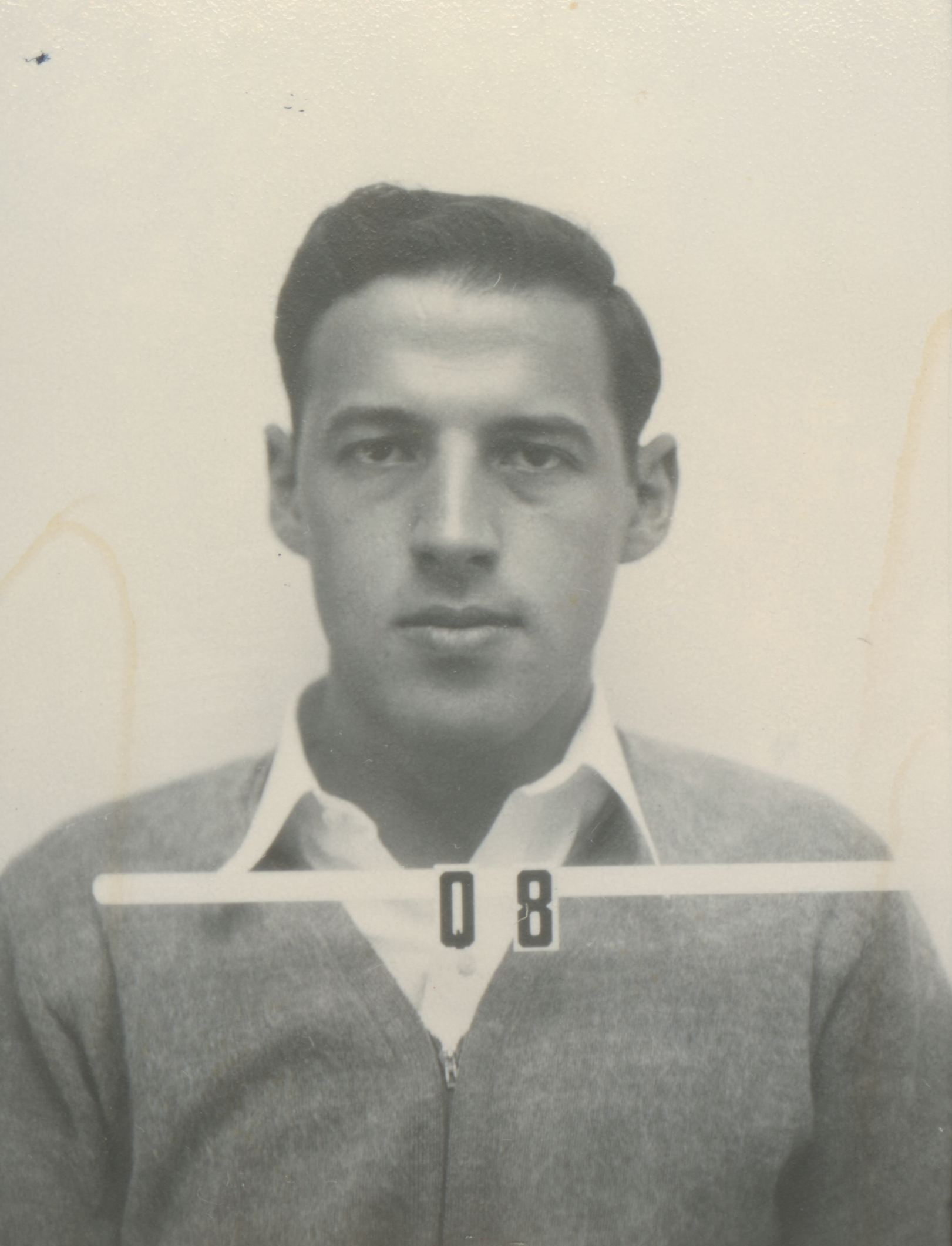
Julius Ashkin, Los Alamos

Julius Ashkin (* 23. August 1920 in Brooklyn; † 4. Juni 1982 ebenda) war ein US-amerikanischer theoretischer und experimenteller Physiker.
Sein Vater Isadore emigrierte aus Odessa in die USA und betrieb ein Zahntechniklabor. Ashkin studierte ab 1936 an der Columbia University, wo Enrico Fermi, Isidor Isaac Rabi, Arnold Nordsieck (und Edward Teller und Hans Bethe als Gastprofessoren) zu seinen Lehrern zählten. 1940 erhielt er den Bachelor-Abschluss und 1941 den Master-Abschluss und 1943 wurde er bei Willis Lamb in Physik promoviert. Er arbeitete 1943 bis 1946 im Manhattan Project, erst in Chicago am Metallurgical Laboratory und ab Mitte 1943 am Los Alamos National Laboratory in der Gruppe für experimentelle Kernphysik und dann in der Theorieabteilung unter Hans Bethe und in der Gruppe von Richard P. Feynman, wo er Diffusion von Neutronen berechnete und kritische Massen. 1946 holte ihn Robert Marshak als Assistant Professor an University of Rochester. Ab 1950 war er an der Carnegie Mellon University, wo er Professor wurde und 1961 bis 1972 der Physik-Fakultät vorstand. 
Er befasste sich mit Elementarteilchenphysik, Kernphysik und Statistischer Mechanik.
An der Columbia University entwickelte er mit Edward Teller das Ashkin-Teller-Modell, eine Variante des Potts-Modells und Erweiterung des Ising-Modells. In seiner Dissertation bei Lamb befasste er sich mit der Ausbreitung von Ordnung in Kristallgittern. Mit Bethe verfasste er einen Handbuchartikel über den für Experimentatoren wichtigen Energieverlust von Teilchen in Wechselwirkung mit Materie, ein Thema, das Bethe schon vorher bearbeitet hatte. Mit T. Y. Wu stellte er eine der ersten detaillierten Berechnungen der Nukleon-Nukleon-Streuung an. Mit Lincoln Wolfenstein stellte er 1952 fest, dass Parameter bei der polarisierten Streuung Tests für die Zeitumkehrinvarianz waren. Er war nach Richard P. Feynman einer der ersten, der dessen Feynman-Diagramme anwandte.
An der Carnegie Mellon University wandte er sich der experimentellen Teilchenphysik am dortigen 450 MeV Proton-Synchrozyklotron in Saxenburg. Anfang der 1950er Jahre unternahm er genaue Messungen der Streuung geladener Pionen an Wasserstoff und Deuterium. Dabei fand er auch Hinweise (wie zuvor die Gruppe von Enrico Fermi in Chicago) auf die Delta-Resonanz (veröffentlicht 1954).
1958/59 war er in einem Sabbatjahr am CERN und war dort an einigen der ersten Experimente am 600 MeV Synchrozyklotron beteiligt. Diese Experimente zum Zerfall des Pi-Mesons, wobei der Zerfall in ein Elektron und Neutrino und dessen Rate beobachtet wurde, bestätigten die V-A-Theorie der Schwachen Wechselwirkung.
1968 war er als Guggenheim Fellow am All Souls College in Oxford.
Sein Bruder Arthur Ashkin war ebenfalls Physiker. Julius Ashkin war mit Clare Ashkin verheiratet und hatte zwei Töchter.

## Schriften
- mit W. Lamb: The propagation of order in crystal lattices, Phys. Rev., Band 64, 1943, S. 159–178
- mit E. Teller: Statistics of Two-Dimensional Lattices with Four Components, Phys. Rev., Band 64, 1943, S. 178
- mit Ta-You Wu: Neutron-Proton and Proton-Proton Scattering at High Energies, Physical Review, Band 73, 1948, S. 973–985.
- mit Ta-You Wu: Elastic and Inelastic Scattering of 100- to 200-Mev Protons or Neutrons by Deuterons, Physical Review, Band 73, 1948, S. 986–1001.
- mit R. Marshak: Bremsstrahlung in High Energy Nucleon-Nucleon Collisions, Physical Review, Band 76, 1949, S. 58–60.
- mit L. Wolfenstein: Invariance Conditions on the Scattering Amplitudes for Spin ½ Particles, Phys. Rev., Band 85, 1952, S. 947
- mit Bethe: Passage of Radiations Through Matter, in Emilio Segré (Hrsg.), Experimental Nuclear Physics, Band 1, Wiley 1953
- mit A.  Simon, R. Marshak: On the Scattering of pi-Mesons by Nucleons,  Progress of Theoretical Physics, Band 5, 1950, S. 634–668.
- mit J. P. Blaser, F. Feiner, J. G. Gorman, M. O. Stern: Total Cross Sections for Negative and Positive Pions in Hydrogen and Deuterium, Phys. Rev. Band 96, 1954, S. 1104–1115, Abstract
- mit T. Fazzini, G. Fidecaro, A. W. Merrison, H. Paul, A. V. Tollestrup: The electron decay mode of the pion,  Il Nuovo Cimento, Band 13, 1959, S. 1240–1262.
- Pion-nucleon scattering,  Il Nuovo Cimento, Band 14, 1959, S2, S. 221–241.
- mit T. Fazzini, G. Fidecaro, Y. Goldschmidt-Clermont, N.H. Lipman, A. W.  Merrison, H. Paul: A new measurement of the mean life of the positive pion, Il Nuovo Cimento, Band 16, 1960, S. 490–504